# امیل بوهینن
امیل بوهینن (انگلیسی: Emil Bohinen؛ زادهٔ ۱۲ مارس ۱۹۹۹) بازیکن فوتبال اهل نروژ است.

## دوران ملی
وی همچنین در تیم‌های ملی فوتبال زیر ۱۶ سال نروژ، زیر ۱۷ سال نروژ، زیر ۱۸ سال نروژ، زیر ۲۰ سال نروژ، و زیر ۲۱ سال نروژ بازی کرده‌است.